# Sami Hadawi
Sami Hadawi (àrab: سامي هداوي, Sāmī Hadāwī) (Jerusalem 6 de març de 1904 - Toronto, 22 d'abril de 2004) va ser un acadèmic i autor palestí. És conegut per documentar els efectes de la guerra araboisraeliana de 1948 sobre la població àrab a Palestina i publicar estadístiques per pobles individuals abans de l'establiment d'Israel. Hadawi va treballar com a especialista en terres fins que va ser exiliat de Jerusalem després d'una batalla ferotge en el seu barri entre les forces d'Israel i Jordània. Va seguir especialitzant-se en la documentació de les terres de Palestina i va publicar diversos llibres sobre la Guerra de Palestina de 1948 i els refugiats palestins.

## Primers anys
Hadawi va néixer a Jerusalem de pares cristians palestins. El seu pare era soldat en l'exèrcit de l'Imperi Otomà i va morir en combat durant la Primera Guerra Mundial. El 1915, després de la mort del seu pare, la família de Hadawi es va traslladar a Amman, Jordània. Tres anys més tard, va treballar com a intèrpret no oficial per a l'exèrcit britànic i després es va traslladar a Palestina l'any següent per treballar com a funcionari de l'Oficina de Registre de Terres.
El seu interès per l'estructura dels pobles àrabs va començar amb la feina allí i després en el seu lloc de treball en el Departament de Colonització de Terres del territori de 1920 a 1927. Hadawi eventualment es va convertir en inspector i assessor del valor de la terra des de 1938 fins a 1948 i va ser el principal contribuent del Village Statistics, 1945: A Classification of Land and Area Ownership in Palestine, que era un cens de població i terres de les localitats àrabs al Mandat Britànic de Palestina. Va viure a la casa del seu avi al barri jueu de la Ciutat vella de Jerusalem fins al 1948. El 1948 ell, la seva esposa Nora i els seus dos fills va construir una llar a Katamon. Aquell mateix any foren obligats a marxar per l'avanç de les forces israelianes.

## Després de l'exili
Hadawi va tenir un treball similar amb les autoritats de la terra jordana, com ho va fer amb els britànics. Va conservar aquesta feina fins a 1952 quan es va convertir en un especialista en terra per a la Comissió de Conciliació de les Nacions Unides per Palestina a Nova York. El seu treball era determinar l'abast de la propietat que els refugiats palestins havien deixat enrere després de la Guerra de 1948. Això el va portar a cofundar l'Oficina d'Informació Palestina el 1959 i després dues oficines de la Lliga Àrab als Estats Units. Els seus últims anys de treball va ser com a Director del Institut d'Estudis Palestins (IPS) a Beirut al llarg del 1960-70 en el qual va publicar Palestine - Loss of a Heritage.
L'esposa de Hadawi va morir d'un atac de cor el 1965. Es va retirar el 1970, es va traslladar a Toronto, Canadà, i va començar a escriure llibres de la història del conflicte palestí-israelià, inclòs Palestinian Rights and Losses in 1948 (1988) i Bitter Harvest: a Modern History of Palestine (1989). Hadawi va morir el 22 d'abril de 2004, a l'edat de 100 anys. Va ser enterrat a Toronto en comptes de Jerusalem. com era el seu desig. "I would like to be buried in Jerusalem, but I have no choice," he told journalist Hicham Safieddine, in the last interview he gave.

## Publicacions
- Land ownership in Palestine, New York: Palestine Arab Refugee Office, 1957
- Palestine partitioned, 1947-1958, New York: Arab Information Center, 1959
- Israel and the Arab minority, New York: Arab Information Center, 1959
- Israel according to Holy scriptures, Dallas, Texas : [s.n.], 1960
- Palestine: questions and answers. , New York: Arab Information Center, 1961
- German reparation versus Israeli confiscations, New York: Arab Information Center, 1961
- Who benefits from anti-Semitism, New York: Arab Information Center, 1961
- Palestine Loss of Heritage, San Antonio, Texas: The Naylor Co., 1963
- Palestine in the United Nations New York : Arab Information Center, 1964 (Information paper #24)
- Bitter Harvest: Palestine 1914-1967, New York: New World Press, 1967
- The case of Palestine before the 23rd session of the United Nations, October-December, 1968, 1969
- Palestine in focus, Palestine Liberation Organization Research Center: 1969
- Village statistics, 1945: A classification of land and area ownership in Palestine, Palestine Liberation Organization Research Center: 1970
- The Palestine Diary : Volume I and II, New World Press: 1972
- Crime and no punishment: Zionist Israeli terrorism, 1939-1972 (Palestine essays), Palestine Liberation Organization Research Center: 1972
- Bitter Harvest, Palestine Betweel 1914-1979, Caravan Books: 1979 ISBN 978-0-88206-025-5
- The Jews, Zionism, and the Bible: (a study of 'Biblical' and 'historical' claims) , Toronto, Ontario: The Arab Palestine Association, 1981
- Palestinian Rights and Losses in 1948: A Comprehensive Study, Saqi Books: 2000 ISBN 0-86356-157-8